# Anja Meldo
Anja Meldo, född den 19 april 1945 i Hollola, är en finländsk orienterare som tog silver i stafett vid VM 1966.